# Pont-à-Marcq
Pour les articles homonymes, voir Pont (toponyme).

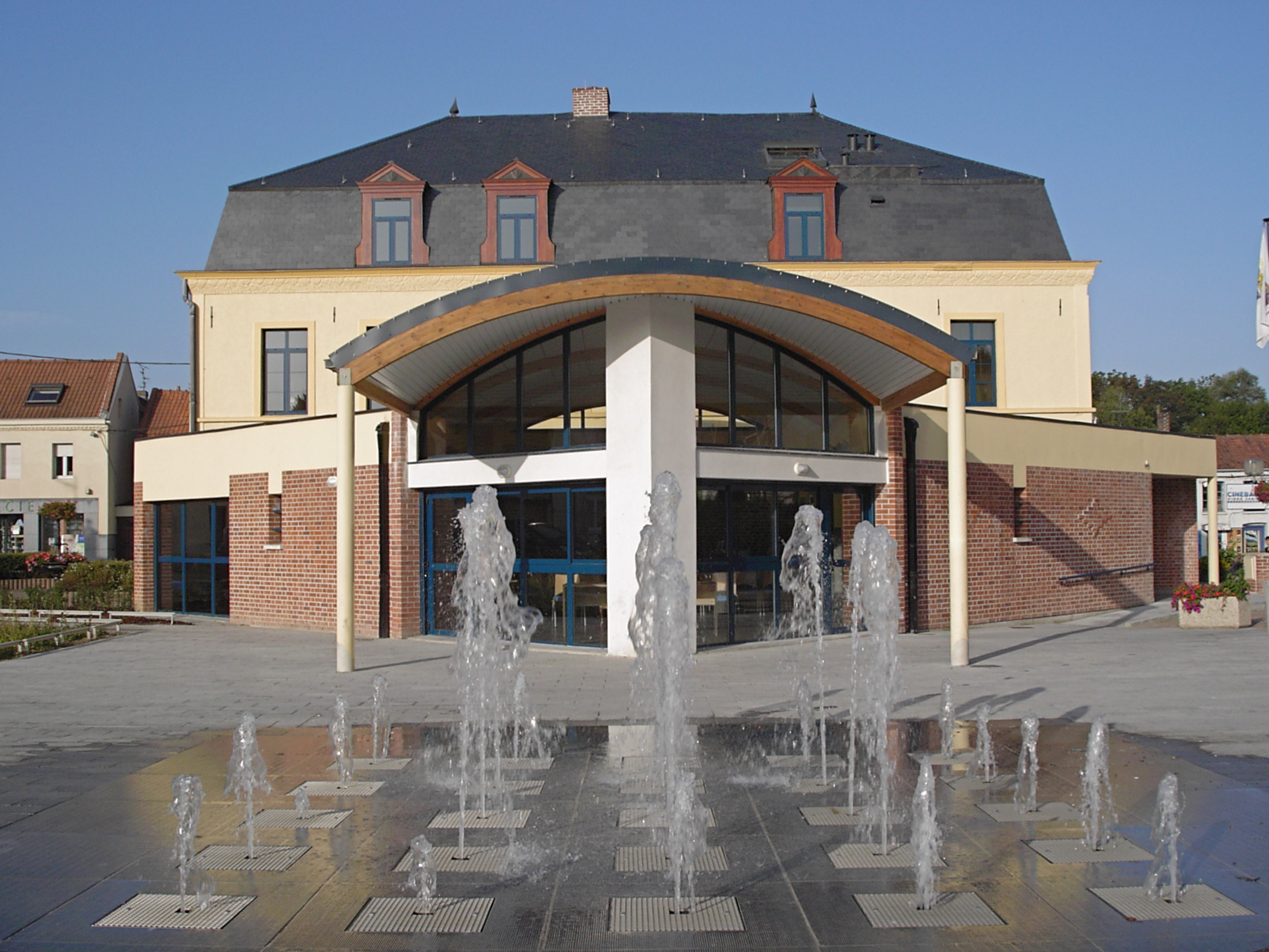
Mairie de Pont-à-Marcq

Pont-à-Marcq est une commune française située dans le département du Nord, en région Hauts-de-France.
Ses habitants sont appelés les Pontamarcquois.

## Géographie
Commune située sur la Marque et sur les Routes nationales RN 49 et RN 17

### Communes limitrophes
| Avelin |              | Ennevelin |
|        | Pont-à-Marcq |           |
|        | Mérignies    |           |

### Hydrographie

#### Réseau hydrographique
La commune est située dans le bassin Artois-Picardie. Elle est drainée par la Marque, le ruisseau Petite Marque, la Mousserie, la Planque et un autre petit cours d'eau,.
La Marque, d'une longueur de 32 km, prend sa source dans la commune de Thumeries et se jette  dans le canal de Roubaix à Wasquehal, après avoir traversé 25 communes. Les caractéristiques hydrologiques de la Marque sont données par la station hydrologique située sur la commune. Le débit moyen mensuel est de 0,226 m3/s. Le débit moyen journalier maximum est de 6,470 3 décembre 20 008,35 m3/s, atteint le même jour.

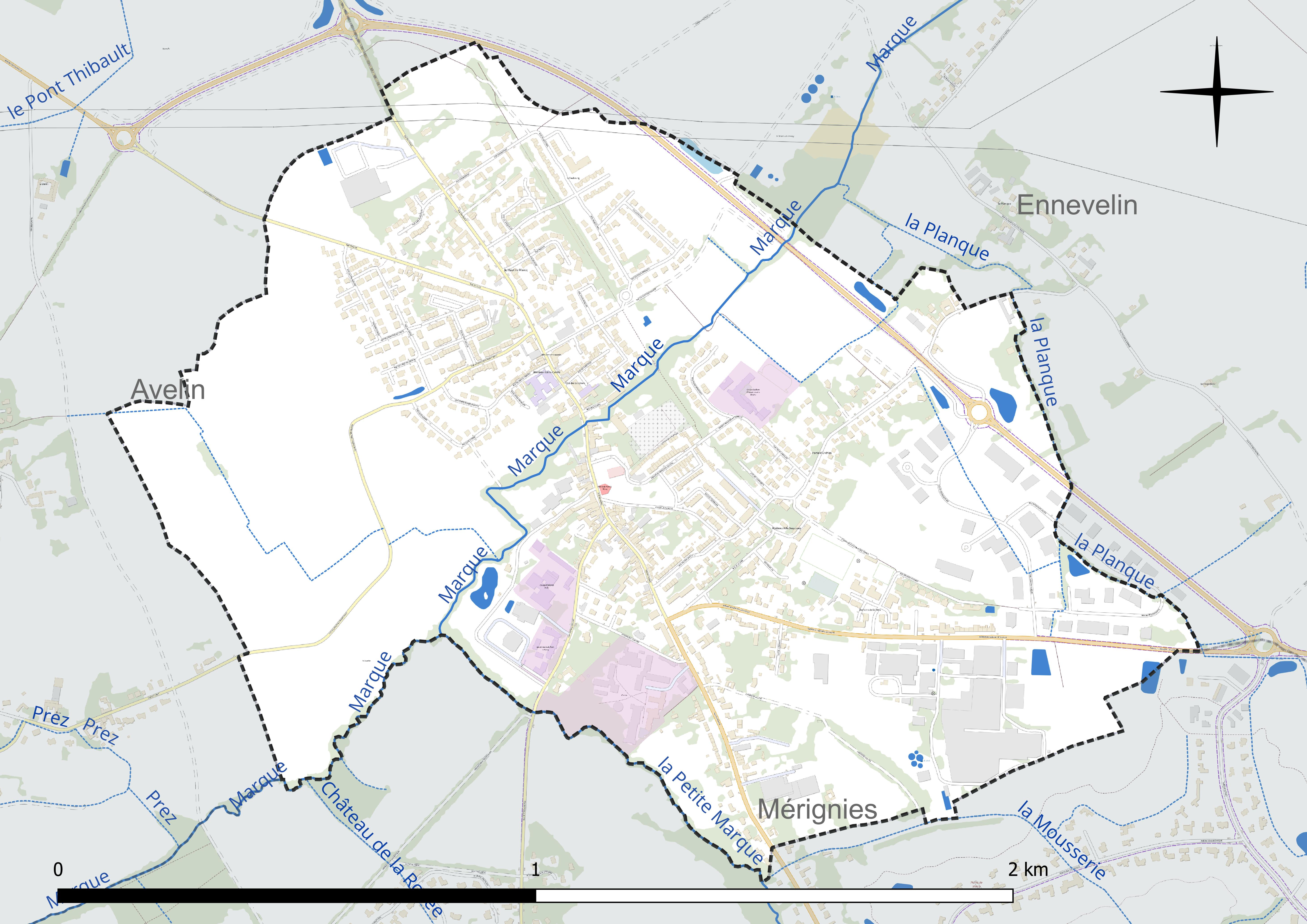
Réseau hydrographique de Pont-à-Marcq.

#### Gestion et qualité des eaux
Le territoire communal est couvert par le schéma d'aménagement et de gestion des eaux (SAGE) « Marque Deûle ». Ce document de planification concerne un territoire de 1 120 km2 de superficie, délimité par les bassins versants de la Marque et de la Deûle, formant une vaste cuvette sédimentaire de 40 km de long et de 25 km de large, où la pente est très faible. Le périmètre a été arrêté le 2 décembre 2005 et le SAGE proprement dit a été approuvé le 9 mars 2020. La structure porteuse de l'élaboration et de la mise en œuvre est la Métropole européenne de Lille. 
La qualité des cours d'eau peut être consultée sur un site dédié géré par les agences de l'eau et l'Agence française pour la biodiversité. 

### Climat
Pour des articles plus généraux, voir Climat des Hauts-de-France et Climat du Nord.
En 2010, le climat de la commune est de type climat océanique dégradé des plaines du Centre et du Nord, selon une étude du CNRS s'appuyant sur une série de données couvrant la période 1971-2000. En 2020, Météo-France publie une typologie des climats de la France métropolitaine dans laquelle la commune est exposée à un climat océanique et est dans la région climatique  Nord-est du bassin Parisien, caractérisée par un ensoleillement médiocre, une pluviométrie moyenne régulièrement répartie au cours de l'année et un hiver froid (3 °C). 
Pour la période 1971-2000, la température annuelle moyenne est de 10,5 °C, avec une amplitude thermique annuelle de 14,4 °C. Le cumul annuel moyen de précipitations est de 711 mm, avec 11,8 jours de précipitations en janvier et 8,9 jours en juillet. Pour la période 1991-2020, la température moyenne annuelle observée sur la station météorologique la plus proche, située sur la commune de Cappelle-en-Pévèle à 4 km à vol d'oiseau, est de 11,1 °C et le cumul annuel moyen de précipitations est de 736,6 mm,. Pour l'avenir, les paramètres climatiques de la commune estimés pour 2050 selon différents scénarios d'émission de gaz à effet de serre sont consultables sur un site dédié publié par Météo-France en novembre 2022.
| Mois                                  | jan.             | fév.             | mars             | avril         | mai             | juin          | jui.           | août          | sep.          | oct.          | nov.            | déc.          | année      |
| ------------------------------------- | ---------------- | ---------------- | ---------------- | ------------- | --------------- | ------------- | -------------- | ------------- | ------------- | ------------- | --------------- | ------------- | ---------- |
| Température minimale moyenne (°C)     | 1,3              | 1,5              | 3,3              | 5,3           | 8,6             | 11,4          | 13,4           | 13,2          | 10,7          | 7,7           | 4,4             | 2             | 6,9        |
| Température moyenne (°C)              | 3,8              | 4,5              | 7,3              | 10,4          | 13,8            | 16,7          | 18,8           | 18,7          | 15,6          | 11,6          | 7,3             | 4,4           | 11,1       |
| Température maximale moyenne (°C)     | 6,4              | 7,5              | 11,3             | 15,5          | 18,9            | 22            | 24,3           | 24,3          | 20,6          | 15,5          | 10,1            | 6,8           | 15,3       |
| Record de froid (°C) date du record   | −19,5 14.01.1982 | −13,5 07.02.1991 | −10,5 07.03.1971 | −4,1 11.04.03 | −1,3 05.05.1996 | −3 02.06.1962 | 3,5 01.07.1984 | 5 28.08.1978  | 2 25.09.1979  | −4,4 24.10.03 | −8,3 26.11.1989 | −13 18.12.10  | −19,5 1982 |
| Record de chaleur (°C) date du record | 15,4 18.01.07    | 18,8 26.02.19    | 23 29.03.1968    | 28,2 15.04.07 | 31,3 12.05.1998 | 35,8 27.06.11 | 41,9 25.07.19  | 37,4 10.08.03 | 34,8 15.09.20 | 29,2 01.10.11 | 20,7 12.11.1995 | 15,6 07.12.00 | 41,9 2019  |
| Précipitations (mm)                   | 59,5             | 49,9             | 52,6             | 41,4          | 57              | 65,7          | 70,2           | 71,6          | 57,6          | 63,3          | 72,5            | 75,3          | 736,6      |

## Urbanisme

### Typologie
Au 1er janvier 2024, Pont-à-Marcq est catégorisée petite ville, selon la nouvelle grille communale de densité à sept niveaux définie par l'Insee en 2022.
Elle appartient à l'unité urbaine de Templeuve-en-Pévèle, une agglomération intra-départementale regroupant cinq  communes, dont elle est une commune de la banlieue,,. Par ailleurs la commune fait partie de l'aire d'attraction de Lille (partie française), dont elle est une commune de la couronne,. Cette aire, qui regroupe 201 communes, est catégorisée dans les aires de 700 000 habitants ou plus (hors Paris),.

### Occupation des sols
L'occupation des sols de la commune, telle qu'elle ressort de la base de données européenne d'occupation biophysique des sols Corine Land Cover (CLC), est marquée par l'importance des territoires artificialisés (61,1 % en 2018), en augmentation par rapport à 1990 (33,7 %). La répartition détaillée en 2018 est la suivante : 
zones urbanisées (45,7 %), terres arables (36,8 %), zones industrielles ou commerciales et réseaux de communication (9,8 %), espaces verts artificialisés, non agricoles (5,7 %), zones agricoles hétérogènes (2 %). L'évolution de l'occupation des sols de la commune et de ses infrastructures peut être observée sur les différentes représentations cartographiques du territoire : la carte de Cassini (XVIIIe siècle), la carte d'état-major (1820-1866) et les cartes ou photos aériennes de l'IGN pour la période actuelle (1950 à aujourd'hui).

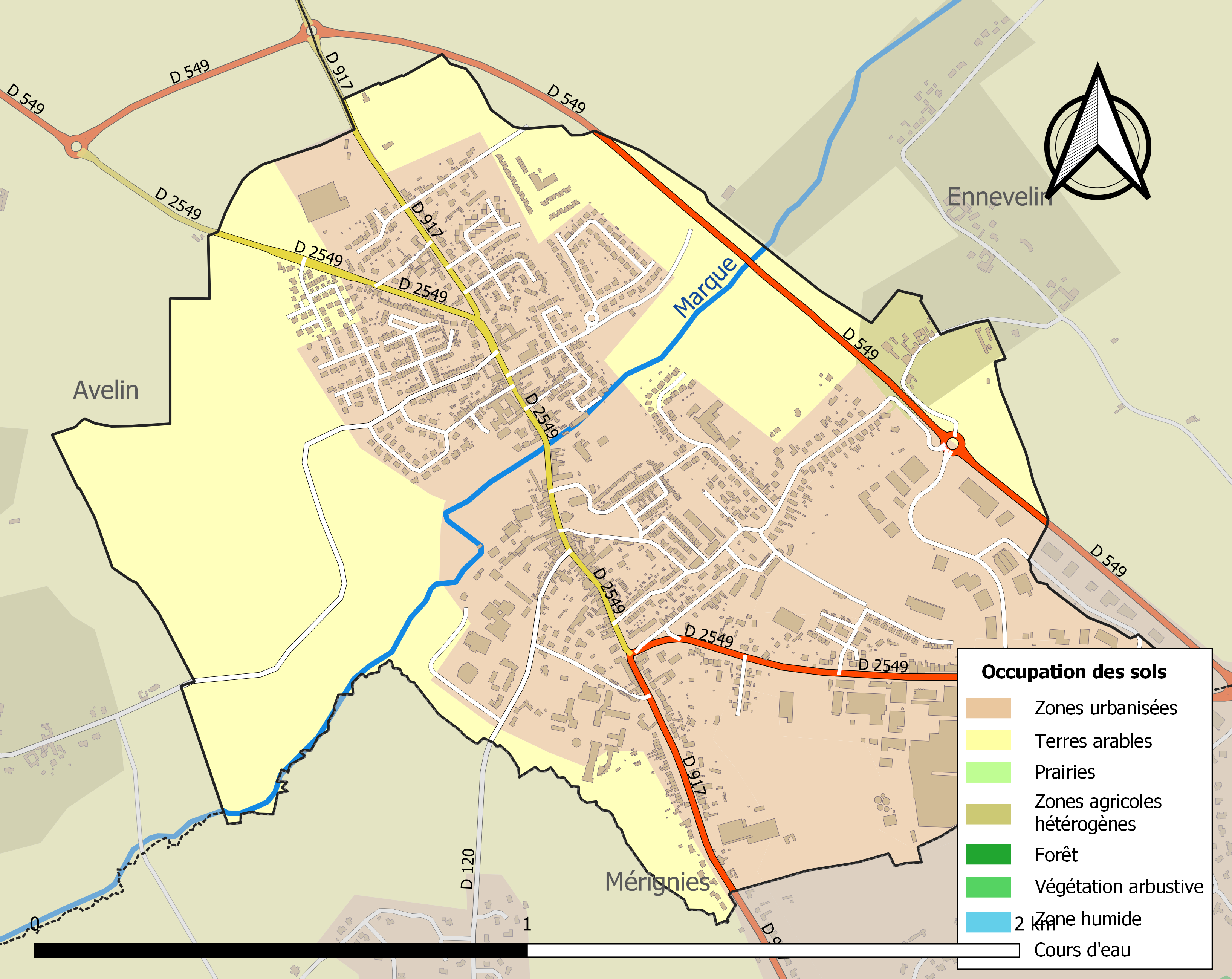
Carte des infrastructures et de l'occupation des sols de la commune en 2018 (CLC).

## Héraldique
| Blason de Pont-à-Marcq (Nord) | Les armes Pont-à-Marcq se blasonnent ainsi : « De sable à l'aigle d'argent becquée et membrée d'or ». |

## Toponyme
Noms anciens : Marcha, en 1108, dans une lettre de l'évêque Balderic (Miraeus). Pons de Marcha, 1176, cart. de Loos. Pont de Marke, Marque-en-Pévèle ', avant l'an 10.
Marq : Issu du germanique marko, « marécage ».

## Histoire
La ville doit son importance et son statut de chef-lieu de canton à sa situation privilégiée sur l'axe Lille-Douai à mi-chemin entre les deux villes. Le vocable désignait à l'origine la contrée boisée et marécageuse que les Atrébates et les Nerviens considéraient comme leur frontière commune ainsi que la rivière qui traversait leur région. Plusieurs noms désignaient cette commune, "Pons de Marka", "Marque en Peule", "Marcq en Pévèle", jusqu'à la réforme administrative de 1802 où prévalut le nom actuel de Pont-à-Marcq.
Occupant une position stratégique, Pont-à-Marcq se devait de posséder son château : Le Buzelin, qui appartenait à la famille Deleplanque dont le dernier descendant  Jean décéda en 1554.
Pont-à-Marcq vit passer de nombreuses troupes ennemies qui pillaient tout sur leur passage. 
En 1304, elle fut un point de passage important de la route vers Lille lors de la bataille de Mons-en-Pévèle. Pendant la Révolution, entre 1792 et 1793, les troupes autrichiennes qui assiégeaient Lille y campèrent et y commirent de nombreuses exécutions. L'église, notamment, servit de garnison, et, après les guerres de la Révolution et de l'Empire, était en piteux état. Après plusieurs projets, elle fut reconstruite en 1842 par Florian Desprez, curé, qui devint plus tard Évêque et Cardinal de Toulouse.

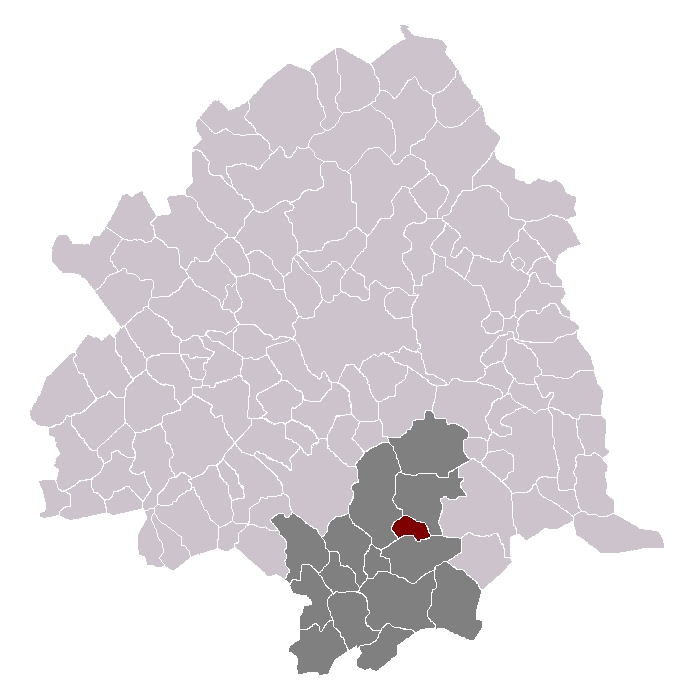
Pont-à-Marcq dans son canton et son arrondissement

Le 2 juin 1940, pendant la bataille de France, Adolf Hitler rendit visite à la 7e division blindée de Erwin Rommel, qui venait de remporter une victoire à Pont-à-Marcq. Le 10 juin 1940, Paris fut déclarée ville ouverte; la bataille était de facto perdue. 
La Wehrmacht occupait une partie de la France et en Novembre 1942 presque toute la France.
En septembre 1944, pendant la Bataille de Brest, les troupes allemandes en retraite décident de se retrancher dans la commune pour retarder l'avance west alliée. 
Ils y installèrent des chars et des canons de 135. 
Ce sont les grenadiers de la Garde Royale qui, après une très dure bataille, les délogeront. 
Tous les ans, les derniers acteurs de cet affrontement viennent en pèlerinage se recueillir sur les lieux de leurs exploits.

Pont-à-Marcq fut de tous temps un relais hôtelier et routier. La première hôtellerie est signalée en 1284 ; au XVIIe siècle, on y compte trois auberges et une brasserie. C'est Louvois, ministre de Louis XIV, qui y crée un relais de poste aux chevaux (il n'y en avait que quatre dans la chatellerie de Lille : Lille, Douai, Armentières, Pont-à-Marcq). 
En 1672 le relais est affirmé par Jean-Baptiste Mauroy; c'est F. Bulteau, lequel donna toute une lignée de maires, qui, en 1756, édifia des bâtiments qui existent encore aujourd'hui. Le relais compta plus de trente chevaux et vit le passage de Napoléon Ier et de Louis XVIII.
Marque-en-Pévèle a été acheté par Michel de Hangouart et réuni à la baronnie d'Avelin (Maubus). 
Les châtelains conservèrent à Marque d'autres biens que Louis XIV possédait encore en 1648. Il y avait au pont de Marque un péage, et un autre, près de là, au pont Thibaut, qui gênait la circulation. 
Les États de la Flandre Wallonne furent autorisés à les racheter du sieur Lafitte et à les supprimer par arrêt du Conseil, dii 24 juin 1738, à charge d'entretenir la chaussée [Recueil des édits). 
Les Français s'emparèrent de Marque pendant le siège de Lille de 
1708, et y restèrent les 11, 12 et 13 septembre.

## Politique et administration

### Liste des maires
| Période                                  | Période   | Identité          | Étiquette | Qualité |
| ---------------------------------------- | --------- | ----------------- | --------- | --- |
| Les données manquantes sont à compléter. |           |                   |           | |
| 1802                                     | 1807      | Fr. Bulteau,      |           | |
| Les données manquantes sont à compléter. |           |                   |           | |
| ?                                        | ?         | Michel Perrilliat |           | |
| mars 1989                                | mars 2008 | Robert De Man     | PS        | Enseignant puis inspecteur de l'Éducation nationale Chevalier de l'Ordre national du Mérite, officier des Palmes académiques |
| mars 2008                                | mai 2020  | Daniel Cambier    | app. PCF  | Enseignant |
| mai 2020                                 | En cours  | Sylvain Clément   | DVC       | Directeur vie scolaire, ancien premier adjoint Vice-président de la CC Pévèle Carembault (2014 → )                           |

## Population et société

### Démographie

#### Évolution démographique
L'évolution du nombre d'habitants est connue à travers les recensements de la population effectués dans la commune depuis 1793. Pour les communes de moins de 10 000 habitants, une enquête de recensement portant sur toute la population est réalisée tous les cinq ans, les populations de référence des années intermédiaires étant quant à elles estimées par interpolation ou extrapolation. Pour la commune, le premier recensement exhaustif entrant dans le cadre du nouveau dispositif a été réalisé en 2005.

En 2022, la commune comptait 3 054 habitants, en évolution de +5,49 % par rapport à 2016 (Nord : +0,51 %, France hors Mayotte : +2,11 %).
| 1793 | 1800 | 1806 | 1821 | 1831 | 1836 | 1841 | 1846 | 1851 |
| ---- | ---- | ---- | ---- | ---- | ---- | ---- | ---- | ---- |
| 508  | 406  | 498  | 624  | 714  | 764  | 794  | 826  | 869  |

| 1856 | 1861 | 1866 | 1872 | 1876 | 1881 | 1886 | 1891 | 1896 |
| ---- | ---- | ---- | ---- | ---- | ---- | ---- | ---- | ---- |
| 870  | 830  | 813  | 765  | 745  | 806  | 856  | 921  | 914  |

| 1901 | 1906 | 1911 | 1921 | 1926 | 1931 | 1936 | 1946 | 1954  |
| ---- | ---- | ---- | ---- | ---- | ---- | ---- | ---- | ----- |
| 883  | 897  | 900  | 813  | 869  | 875  | 918  | 933  | 1 050 |

| 1962  | 1968  | 1975  | 1982  | 1990  | 1999  | 2005  | 2006  | 2010  |
| ----- | ----- | ----- | ----- | ----- | ----- | ----- | ----- | ----- |
| 1 492 | 1 486 | 1 652 | 1 940 | 1 912 | 2 115 | 2 380 | 2 393 | 2 634 |

| 2015  | 2020  | 2022  | - | - | - | - | - | - |
| ----- | ----- | ----- | - | - | - | - | - | - |
| 2 858 | 2 924 | 3 054 | - | - | - | - | - | - |

#### Pyramide des âges
La population de la commune est relativement jeune.
En 2018, le taux de personnes d'un âge inférieur à 30 ans s'élève à 35,0 %, soit en dessous de la moyenne départementale (39,5 %). À l'inverse, le taux de personnes d'âge supérieur à 60 ans est de 22,8 % la même année, alors qu'il est de 22,5 % au niveau départemental.
En 2018, la commune comptait 1 388 hommes pour 1 511 femmes, soit un taux de 52,12 % de femmes, légèrement supérieur au taux départemental (51,77 %).
Les pyramides des âges de la commune et du département s'établissent comme suit.
| Hommes | Classe d’âge | Femmes |
| ------ | ------------ | ------ |
| 0,5    | 90 ou +      | 1,6    |
| 4,6    | 75-89 ans    | 6,9    |
| 15,1   | 60-74 ans    | 16,6   |
| 21,9   | 45-59 ans    | 21,3   |
| 20,6   | 30-44 ans    | 20,7   |
| 18,3   | 15-29 ans    | 16,5   |
| 19,0   | 0-14 ans     | 16,3   |

| Hommes | Classe d’âge | Femmes |
| ------ | ------------ | ------ |
| 0,5    | 90 ou +      | 1,4    |
| 5,3    | 75-89 ans    | 8,1    |
| 14,8   | 60-74 ans    | 16,2   |
| 19,1   | 45-59 ans    | 18,4   |
| 19,5   | 30-44 ans    | 18,7   |
| 20,7   | 15-29 ans    | 19,1   |
| 20,2   | 0-14 ans     | 18     |

## Vie associative
- Jeunesse Sports et Culture de Pont-à-Marcq : http://ville-pontamarcq.fr/loisirs/vie-associative/

## Personnalités liées à la commune
- Philippe-Laurent Roland est un sculpteur français né en 1746 à Pont-à-Marcq, près de Lille, dans le Nord de la France, et mort à Paris en 1816. Son œuvre néoclassique marque le prolongement de l'esthétique du XVIIIe siècle au début du siècle suivant.

## Pour approfondir